# Oxyopes timorianus
Oxyopes timorianus là một loài nhện trong họ Oxyopidae.
Loài này thuộc chi Oxyopes. Oxyopes timorianus được Charles Athanase Walckenaer miêu tả năm 1837.